# WTA Memphis
Das WTA Memphis (offiziell: U.S. National Indoor Tennis Championships, zuvor Memphis International) war ein Damen-Tennisturnier der WTA Tour, das als Nachfolger des WTA-Turniers von Oklahoma in Memphis, Tennessee, ausgetragen wurde.
Im April 2012 wurde die Turnier-Lizenz an IMX, einem Joint Venture zwischen der EBX-Group und IMG, verkauft, die das Turnier seit der Saison 2014 in Rio de Janeiro veranstaltet.

## Siegerliste

### Einzel
| Jahr                         | Siegerin             | Finalgegnerin       | Ergebnis       |
| ---------------------------- | -------------------- | ------------------- | -------------- |
| ↓ Kategorie: Tier III ↓      |                      |                     |                |
| 2002                         | Lisa Raymond         | Alexandra Stevenson | 4:6, 6:3, 7:69 |
| 2003                         | Lisa Raymond(2)      | Amanda Coetzer      | 6:3, 6:2       |
| 2004                         | Wera Swonarjowa      | Lisa Raymond        | 4:6, 6:4, 7:5  |
| 2005                         | Wera Swonarjowa(2)   | Meghann Shaughnessy | 7:63, 6:2      |
| 2006                         | Sofia Arvidsson      | Marta Domachowska   | 6:2, 2:6, 6:3  |
| 2007                         | Venus Williams       | Shahar Peer         | 6:1, 6:1       |
| 2008                         | Lindsay Davenport    | Wolha Hawarzowa     | 6:2, 6:1       |
| ↓ Kategorie: International ↓ |                      |                     |                |
| 2009                         | Wiktoryja Asaranka   | Caroline Wozniacki  | 6:1, 6:3       |
| 2010                         | Marija Scharapowa    | Sofia Arvidsson     | 6:2, 6:1       |
| 2011                         | Magdaléna Rybáriková | Rebecca Marino      | 6:2, Aufgabe   |
| 2012                         | Sofia Arvidsson(2)   | Marina Eraković     | 6:3, 6:4       |
| 2013                         | Marina Eraković      | Sabine Lisicki      | 6:1, Aufgabe   |

### Doppel
| Jahr                         | Siegerinnen                            | Finalgegnerinnen                          | Ergebnis         |
| ---------------------------- | -------------------------------------- | ----------------------------------------- | ---------------- |
| ↓ Kategorie: Tier III ↓      |                                        |                                           |                  |
| 2002                         | Ai Sugiyama Olena Tatarkowa            | Melissa Middleton Brie Rippner            | 6:4, 2:6, 6:0    |
| 2003                         | Akiko Morigami Saori Obata             | Alina Schidkowa Bryanne Stewart           | 6:1, 6:1         |
| 2004                         | Åsa Svensson Meilen Tu                 | Marija Scharapowa Wera Swonarjowa         | 6:4, 7:60        |
| 2005                         | Miho Saeki Yuka Yoshida                | Laura Granville Abigail Spears            | 6:3, 6:4         |
| 2006                         | Lisa Raymond Samantha Stosur           | Wiktoryja Asaranka Caroline Wozniacki     | 7:62, 6:3        |
| 2007                         | Nicole Pratt Bryanne Stewart           | Jarmila Gajdošová Akiko Morigami          | 7:5, 4:6, [10:5] |
| 2008                         | Lindsay Davenport Lisa Raymond         | Angela Haynes Mashona Washington          | 6:3, 6:1         |
| ↓ Kategorie: International ↓ |                                        |                                           |                  |
| 2009                         | Wiktoryja Asaranka Caroline Wozniacki  | Juliana Fedak Michaella Krajicek          | 6:1, 7:62        |
| 2010                         | Vania King Michaëlla Krajicek          | Bethanie Mattek-Sands Meghann Shaughnessy | 7:5, 6:2         |
| 2011                         | Wolha Hawarzowa Alla Kudrjawzewa       | Andrea Hlaváčková Lucie Hradecká          | 6:3, 4;6, [10:8] |
| 2012                         | Andrea Hlaváčková Lucie Hradecká       | Wera Duschewina Wolha Hawarzowa           | 6:3, 6:4         |
| 2013                         | Kristina Mladenovic Galina Woskobojewa | Sofia Arvidsson Johanna Larsson           | 7:65, 6:3        |